# Danny Bois
Daniel „Danny“ Bois (* 1. Juni 1983 in Thunder Bay, Ontario) ist ein ehemaliger kanadischer Eishockeyspieler, der im Verlauf seiner aktiven Karriere unter anderem 235 Spiele für den EC Red Bull Salzburg, Dornbirner EC und Vienna Capitals in der österreichischen Erste Bank Eishockey Liga (EBEL) auf der Position des rechten Flügelstürmers bestritten hat. Darüber hinaus war Bois, der den Spielertyp des Enforcers verkörperte, eine Spielzeit für den EHC Red Bull München in der Deutschen Eishockey Liga (DEL) aktiv und absolvierte eine Partie für die Ottawa Senators in der National Hockey League (NHL).

## Karriere

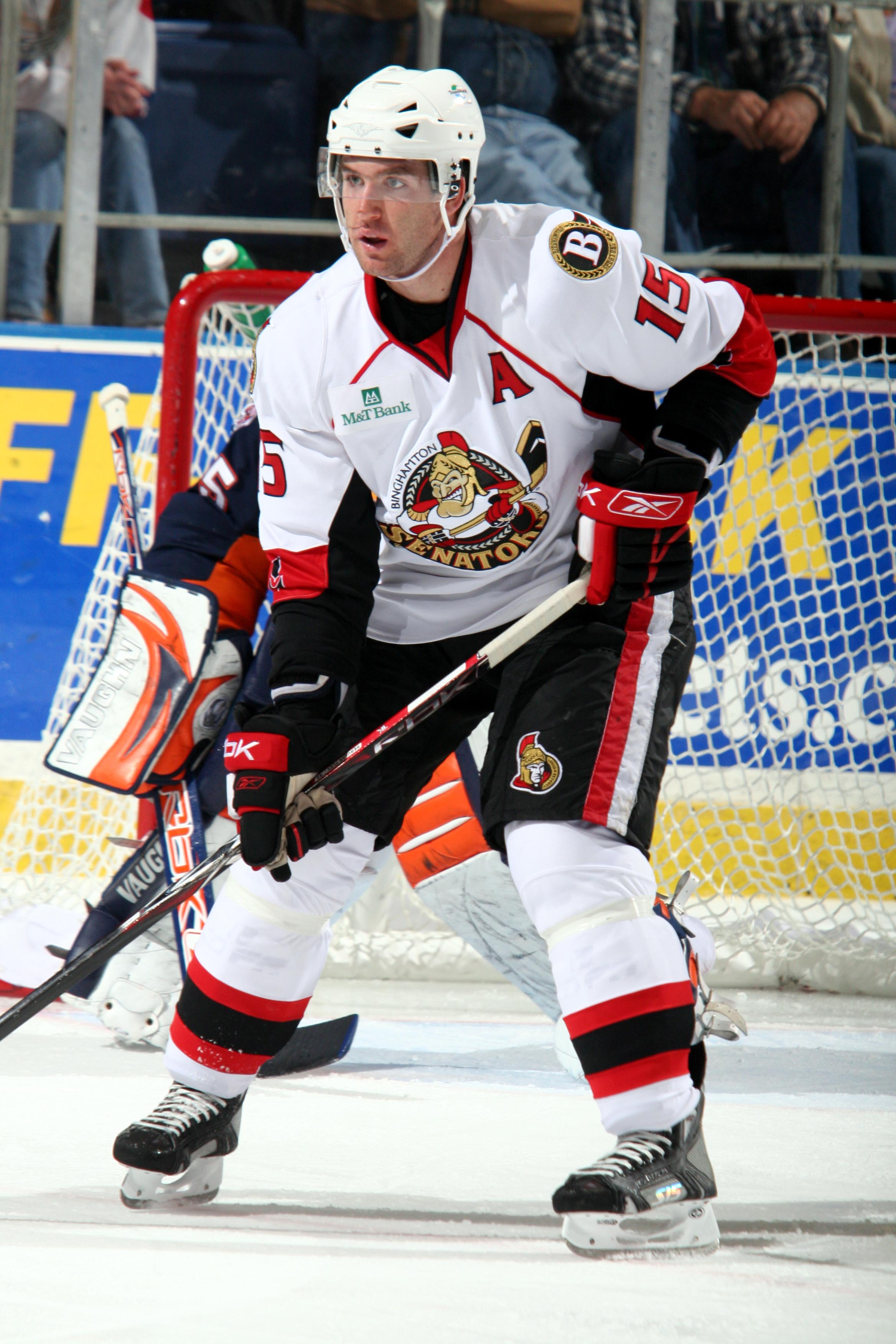
Bois im Trikot der Binghamton Senators (2007)

Bois spielte im Juniorenbereich zwischen 2000 und 2004 für die London Knights in der Ontario Hockey League (OHL), wo er mehrere Jahre als Mannschaftskapitän fungierte. Während dieser Zeit wurde der Stürmer im NHL Entry Draft 2001 in der dritten Runde an 97. Stelle von der Colorado Avalanche aus der National Hockey League (NHL) ausgewählt und fand sich am Ende der Spielzeit 2000/01 im Second All-Rookie Team der OHL wieder. 
Da er von der Avalanche nicht unter Vertrag genommen worden war, unterzeichnete er im April 2004 als Free Agent einen Vertrag bei der Organisation der Ottawa Senators. Ab der Saison 2004/05 spielte der Kanadier fünf Jahre lang für deren Farmteam, die Binghamton Senators, in der American Hockey League (AHL). In der Spielzeit 2006/07 hatte er beim Auswärtsspiel Ottawas gegen die Washington Capitals seinen einzigen Einsatz in der NHL. Im Juli 2009 unterzeichnete Bois einen Kontrakt über ein Jahr bei den Chicago Blackhawks. Auch dort brachte er es nur zu Einsätzen beim AHL-Kooperationspartner, den Rockford IceHogs.
Im Juli 2010 entschied sich Bois Nordamerika zu verlassen, um einen Einjahresvertrag beim österreichischen Klub EC Red Bull Salzburg zu unterschreiben. In der Erste Bank Eishockey Liga (EBEL) spielte Bois insgesamt drei Jahre – zwei Spielzeiten in Salzburg und eine dritte beim Dornbirner EC. Mit den Salzburgern gewann er im Jahr 2011 sowohl die Österreichische Meisterschaft als auch die European Trophy. Im Mai 2013 gab der EHC Red Bull München die Verpflichtung von Danny Bois für das Spieljahr 2013/14 bekannt. Dort traf er auf seinen ehemaligen Trainer Pierre Pagé, der ihn bereits in Salzburg betreut hatte. Anschließend wurde der Vertrag nicht verlängert.
Nach mehreren Monaten ohne neuen Arbeitgeber wechselte der Enforcer im November 2014 zu den Sheffield Steelers in die britische Elite Ice Hockey League (EIHL). Zwei Monate später gab das britische Eishockeyteam die Entlassung des Angriffsspielers bekannt, woraufhin dieser kurzzeitig vereinslos war. Ende Januar 2015 vermeldeten die Vienna Capitals die Verpflichtung von Danny Bois, der damit wieder zurück in die österreichische Liga wechselte. Nach der Saison 2015/16 beendete der 33-Jährige seine aktive Karriere.

## Erfolge und Auszeichnungen
- 2001 OHL Second All-Rookie Team
- 2011 Österreichischer Meister mit dem EC Red Bull Salzburg
- 2011 European-Trophy-Gewinn mit dem EC Red Bull Salzburg

## Karrierestatistik
(Legende zur Spielerstatistik: Sp oder GP = absolvierte Spiele; T oder G = erzielte Tore; V oder A = erzielte Assists; Pkt oder Pts = erzielte Scorerpunkte; SM oder PIM = erhaltene Strafminuten; +/− = Plus/Minus-Bilanz; PP = erzielte Überzahltore; SH = erzielte Unterzahltore; GW = erzielte Siegtore; 1 Play-downs/Relegation; Kursiv: Statistik nicht vollständig)